# Bellecombe-en-Bauges
Bellecombe-en-Bauges là một xã thuộc tỉnh Savoie trong vùng Rhône-Alpes ở đông nam nước Pháp.